# Micromus felinus
Micromus felinus är en insektsart som beskrevs av Navás 1912. Micromus felinus ingår i släktet Micromus och familjen florsländor. Inga underarter finns listade i Catalogue of Life.